# Medalla al Mérito Social Penitenciario
La Medalla al Mérito Social Penitenciario es condecoración civil española destinada a recompensar a instituciones, corporaciones, fundaciones, asociaciones y empresas (tanto públicas o privadas) y, en su caso, también personas, que se han distinguido por haber realizado actividades relevantes en colaboración con la administración penitenciaria española. Se encuentra regulada por el Real Decreto 190/1996, de 9 de febrero, por el que se aprueba el Reglamento Penitenciario.

## Grados
Esta medalla cuenta con tres categorías: 
- Medalla de Oro al Mérito Social Penitenciario: Otorgada por la realización de servicios de extraordinaria relevancia, creación de entidades colaboradoras en la reinserción y resocialización de los reclusos o por el extraordinario apoyo prestado a la Administración penitenciaria, así como por su contribución extraordinaria a la mejora de la actividad penitenciaria en cualquiera de sus manifestaciones.
- Medalla de Plata al Mérito Social Penitenciario: Se entrega por la realización servicios considerados importantes en el ámbito penitenciario, así como por su importante contribución a la mejora de la actividad penitenciaria en cualquiera de sus manifestaciones.
- Medalla de Bronce al Mérito Social Penitenciario: Se concede en los casos en los que concurren méritos semejantes a los establecidos en las categorías anteriores sin los extraordinarios y especiales merecimientos que en las mismas se indican.

La medalla de oro se otorga mediante orden del titular del Ministerio de Interior y las medallas de plata y de bronce por resolución de la Secretaría de Estado de Asuntos Penitenciarios.
La administración penitenciaria española también entrega la Medalla al Mérito Penitenciario, que se destina a premiar las actividades relevantes realizadas por los empleados al servicio de la administración penitenciaria española.

## Desposesión de distinciones
El agraciado con cualesquiera de las categorías que haya sido sentenciado por la comisión de un delito doloso o pública y notoriamente haya incurrido en actos contrario a las razones determinantes de la concesión de la distinción podrá, en virtud de expediente iniciado de oficio o por denuncia motivada, y con intervención del Fiscal de la Real Orden, ser desposeído del título correspondiente a la distinción concedida, decisión que corresponde a quien la otorgó.